# МТФ 3
МТФ 3 (каз. МТФ 3) — населённый пункт в Алакольском районе Жетысуской области Казахстана. Входит в состав Ушаральской городской администрации. Код КАТО — 193420200.
Населённый пункт расположен на правом берегу реки Тентек примерно в 7 км к северу от центра города Ушарал.

## Население
В 1999 году население населённого пункта составляло 165 человек (97 мужчин и 68 женщин). По данным переписи 2009 года, в населённом пункте проживало 108 человек (55 мужчин и 53 женщины).